# Sense (Nederlands restaurant)
Sense is een restaurant in 's-Hertogenbosch, Nederland. Het restaurant heeft sinds 2012 een Michelinster.
GaultMillau kende het restaurant in 2016 14 van de 20 punten toe.
Het restaurant werd geopend op 4 oktober 2008. Chef-kok is Dennis Middeldorp.
Op 22 augustus 2016 werd aangekondigd dat het restaurant gaat verhuizen naar stadshotel Jeroen, ook in Den Bosch. De verhuizing moet begin december afgerond zijn. Volgens Dennis Middeldorp gaat het aantal beschikbare couverts omhoog van 35 naar 60 en gaat hij ook het 7 kamers grote hotel runnen.